# حياة وأمل (فلم)
حياة وأمل هو فيلم مصري عرض عام 1961، بطولة إيمان وأحمد رمزي ومحمود عزمي، ومن إخراج زهير بكير.

## قصة الفيلم
فضلت (سلوى) ابنة أحد أصحاب مصانع النسيج لاعب الكرة المشهور (كمال) على ابن عمها (محمود) الذي يحبها وتزوجته وعاشا سعيدين إلى أن سافر كمال لأداء إحدى المباريات وسقطت طائرته في البحر، ولكن كمال نجا من الحادث وألقاه الموج على الشاطئ اللبناني فاقدًا للذاكرة، وعثرت عليه الفتاة اللبنانية (قمر) ونقلته لبيتها وتولت رعايته حتى استرد عافيته بهوية جديدة وأسمته (عصام)، وقعت قمر في غرام عصام وتزوجته، بينما أصيبت سلوى بصدمة عصبية ولم تفقد الإمل في عودة كمال، أراد محمود أن يخرج ابنة عمه من أزمتها فعرض عليها الزواج فرفضت، ثم وافقت بعد مدة طويلة ولكنه كان زواجًا صوريًا، فلم تتحمل أن يقترب منها زوجها الجديد، بعد ثلاث سنوات حضر كمال إلى مصر مع زوجته قمر التي أرادت التدريب في أحد مصانع النسيج المصرية لتتم دراستها، والتقت سلوى بكمال وحاولت أن تعيد له ذاكرته ولكن كانت قمر حائلًا بينهما، تعرض كمال لحادث سيارة فاسترد ذاكرته وعاد لزوجته سلوى بينما عادت قمر لبلدها بعد أن ضحت بزوجها.

## طاقم التمثيل
- إيمان: (سلوى)
- أحمد رمزي: (كمال / عصام)
- محمود عزمي: (محمود)
- نجوى فؤاد: (نجوى)
- جوليا ضو: (قمر)
- ياسمين: (ياسمين)
- عبد الغني قمر: (شفيق)
- عدلي كاسب: (والد قمر)
- ناهد سمير: (والدة سلوى)
- محمد رضا: (توفيق - والد سلوى)
- الدكتور شديد: (الدكتور شديد)
- محمد أحمد المصري: (أبو لمعة)
- حسين عبد النبي: (السهتان)
- أحمد مظهر: (ضيف شرف)
- عبد المنعم إبراهيم: (ضيف شرف)
- محمد الطيب
- أبلة فضيلة
- كمال الزيني
- أحمد بالي
- فؤاد سعيد
- أحمد أبو عبية
- شكوكو الصغير
- سهير عبده
- ابتسام حلمي
- فافي مجدى
- نهاد زكي
- هيام عبد الحليم
- صلاح عطية
- عفاف عبد الحليم

## فريق العمل
- إخراج: زهير بكير
- قصة وسيناريو: زهير بكير
- حوار: عدلي نور
- مدير التصوير: علي حسن
- مونتاج: حسين عفيفي
- إنتاج: أفلام أميّة
- توزيع: أفلام إدوار خياط

## أغاني الفيلم
اسكتش ابن 16
- تأليف: أحمد حسن سعد، تلحين: صلاح عطية، غناء: ابتسام حلمي وشكوكو الصغير.

واخد هواك، حبيبي غالي علي
- تأليف: حسني عبده حسن، تلحين وغناء: إبراهيم خليل.

ليلتك نور
- كلمات: إبراهيم رجب، تلحين وغناء: وجيه بدرخان
- موسيقى الرقصات: أحمد فؤاد حسن

## التصوير
- تم تصوير معظم مشاهد الفيلم في مدينة المحلة الكبرى بمحافظة الغربية وخاصة في شركة مصر للغزل والنسيج وتم تصوير المناظر الداخلية باستوديو نحاس.